# Монреаль-Трюдо
Монреаль міжнародний аеропорт (фр. Aéroport international Pierre-Elliott-Trudeau de Montréal) (англ. Montréal-Pierre Elliott Trudeau International Airport) — державний вузловий міжнародний аеропорт на Острові Монреаль, 20 км від центру міста Монреаль, 36 м над рівнем моря. У 2010 році обслуговував 12,9 мільйонів пасажирів.

## Історія
Найперший аеропорт в Монреалі розпочав роботу 1927 року під назвою «Аеропорт ім. Сейнт-Губерт» переїхав до сучасного місця знаходження в 1941 році, розпочав роботу під час Другої Світової Війни, під назвою «станція Лашінь Королівських-Канадських військово-повітряних сил» (англ. RCAF Station Lachine). Було створено три злітно-посадкови смуги що обслуговували тисячі літаків антигітлерівської коаліції, що літали до Англії через аеропорт. В 1950—1959 роках був незавантаженим аеропортом в Канаді і важливішим трансатлантичним вузловим аеропортом.
В 1960 році аеропорт отримав назву «Монреаль-Дорваль Міжнародний аеропорт» (фр. Aéroport international Dorval de Montréal), (англ. Montreal-Dorval International Airport). Уряд Канади вирішив будувати новий аеропорт щоб замінити Дорваль, в 1975 році Монреаль-Мірабель Міжнародний аеропорт розпочав роботу. Міжнародні рейси перевели до Мірабелю, Дорваль обмежили рейсами по Канаді і в США.
Всередині 20 століття аеропорт вважався найбільш завантаженим у Канаді та був найважливішим трансатлантичним вузлом країни.
Внаслідок економічного занепаду Монреалю в 1980—1989 роках рейси перевели до аеропорту Торонто-Пірсон, в 1975 роках пасажирські рейси повернулися до Дорвалю. З 1997 року аеропорт Мірабель тільки обслуговує вантажні авіалінії.
У 2004 році аеропорт Дорваль отримав офіційну назву «Монреальський міжнародний аеропорт імені П'єра Еліота Трюдо» на честь п'ятнадцятого Прем'єр-міністра Канади П'єра Трюдо.
Компанія «Бомбард'є Аероспейс» будує літаки на заводі біля аеропорту.

## Галерея

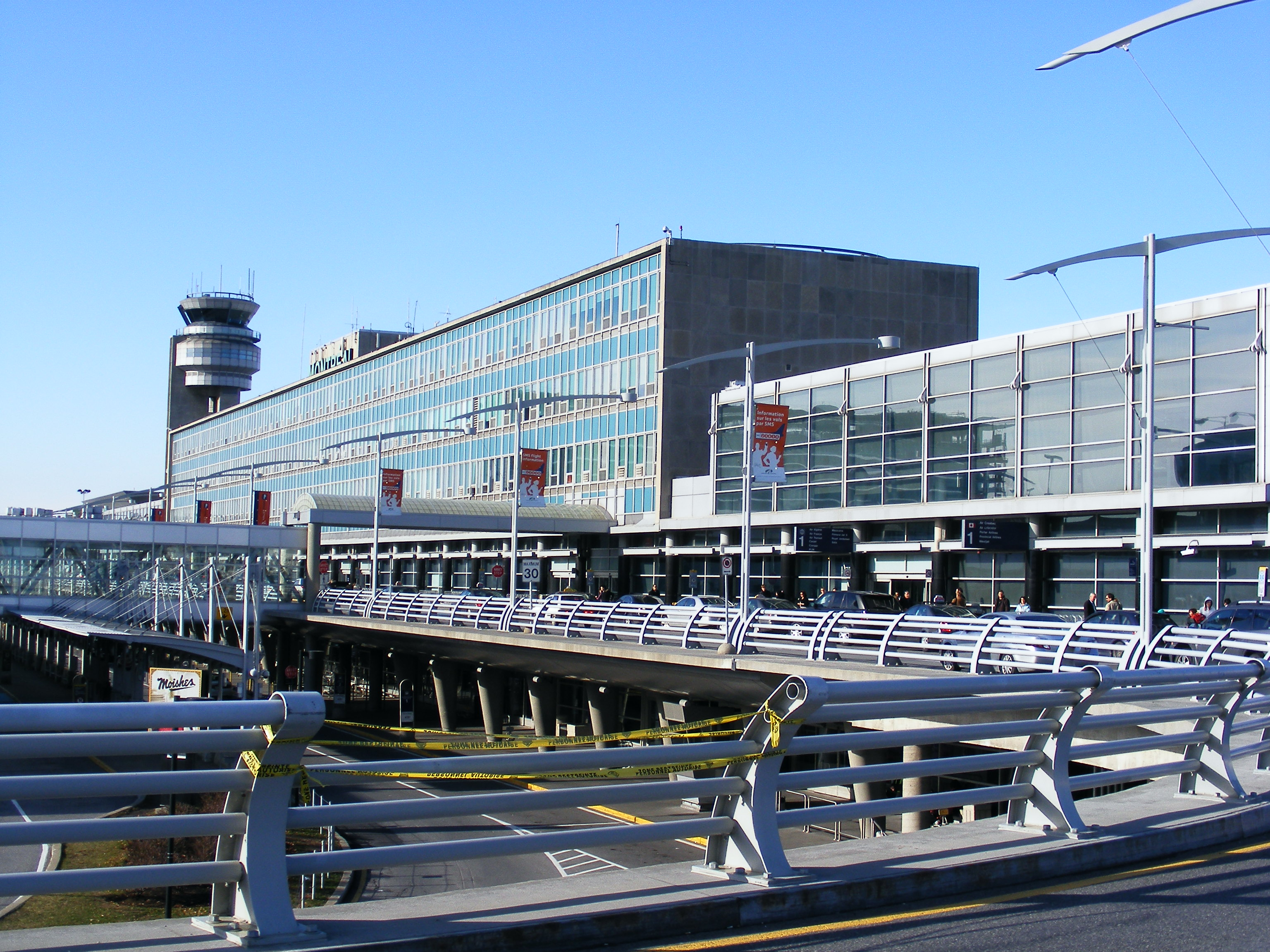
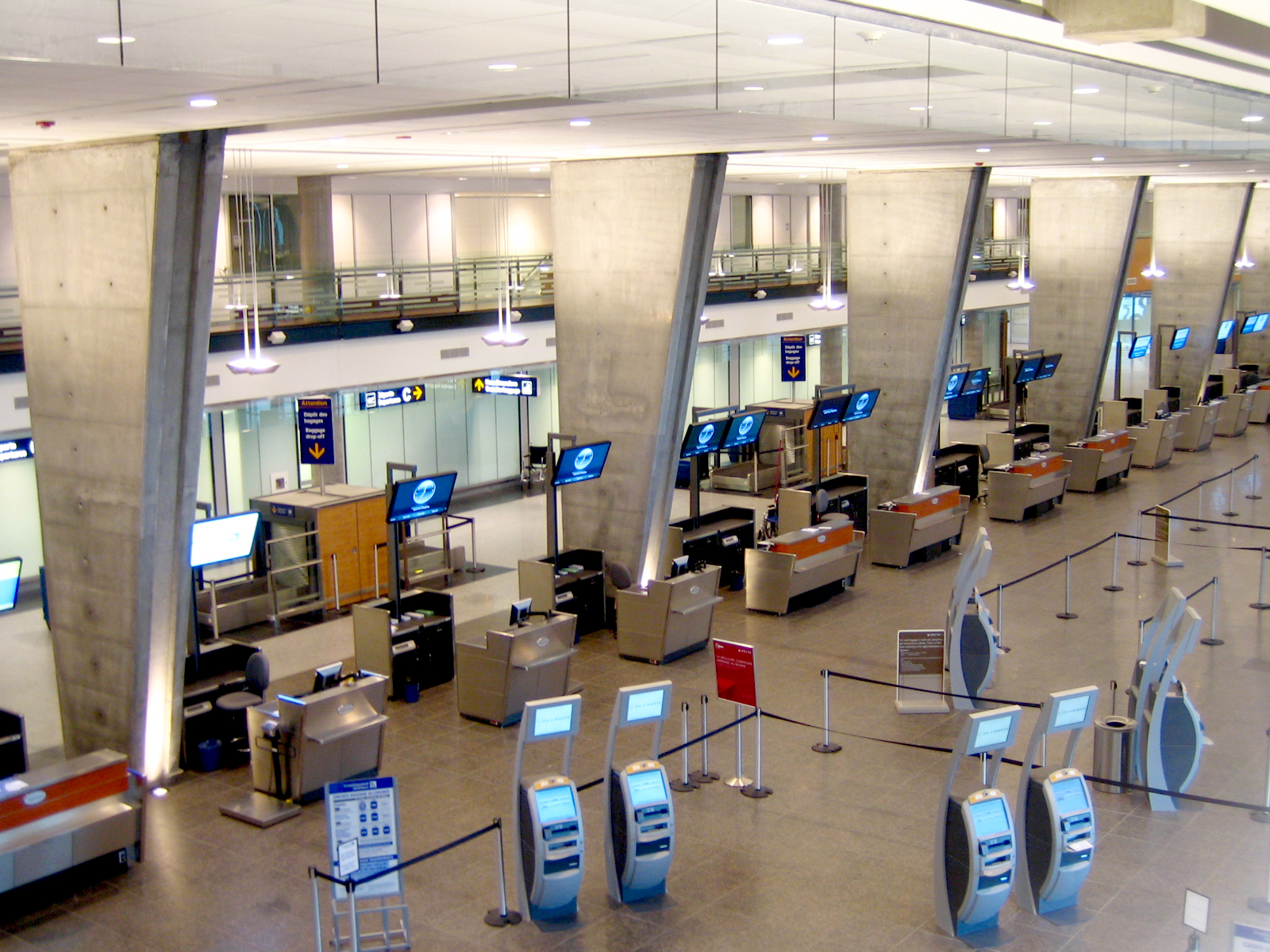
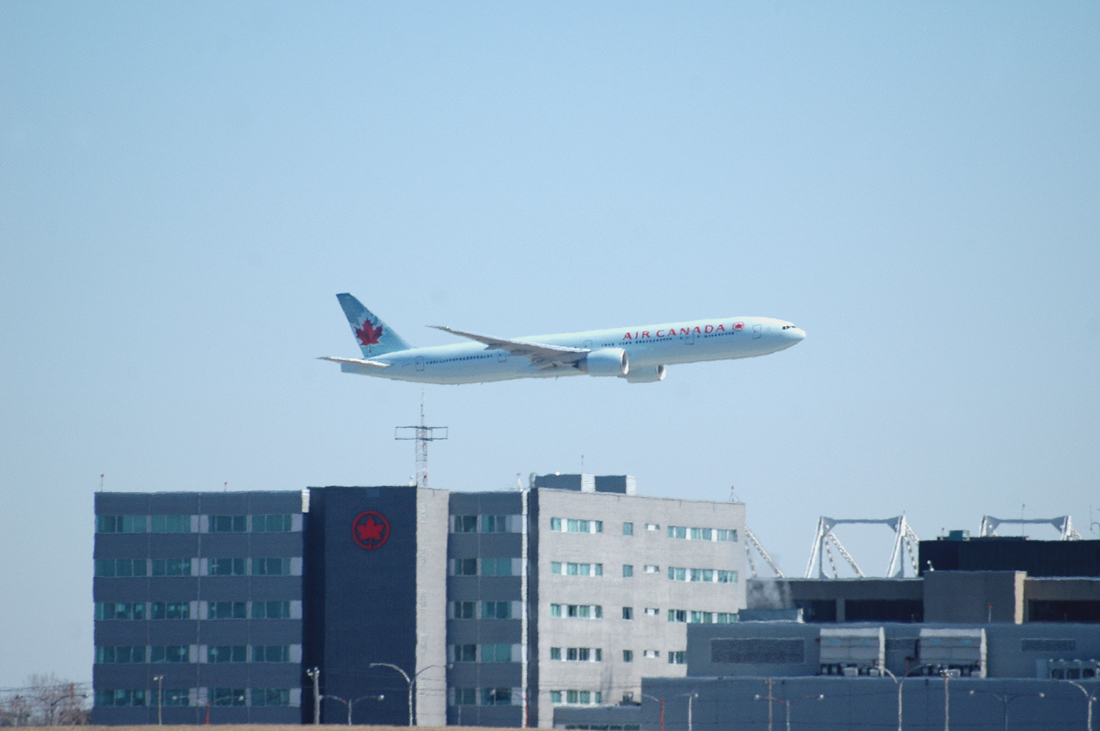
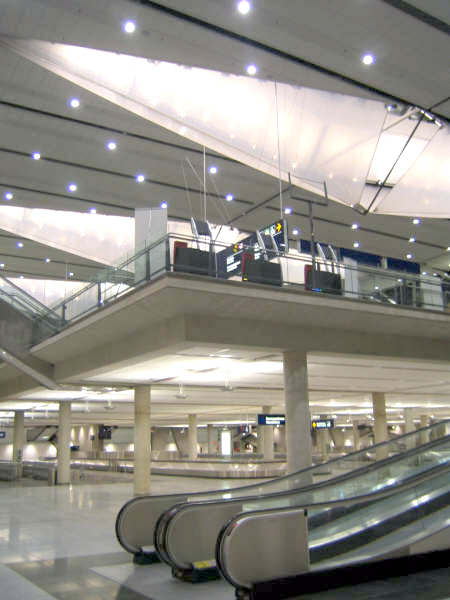
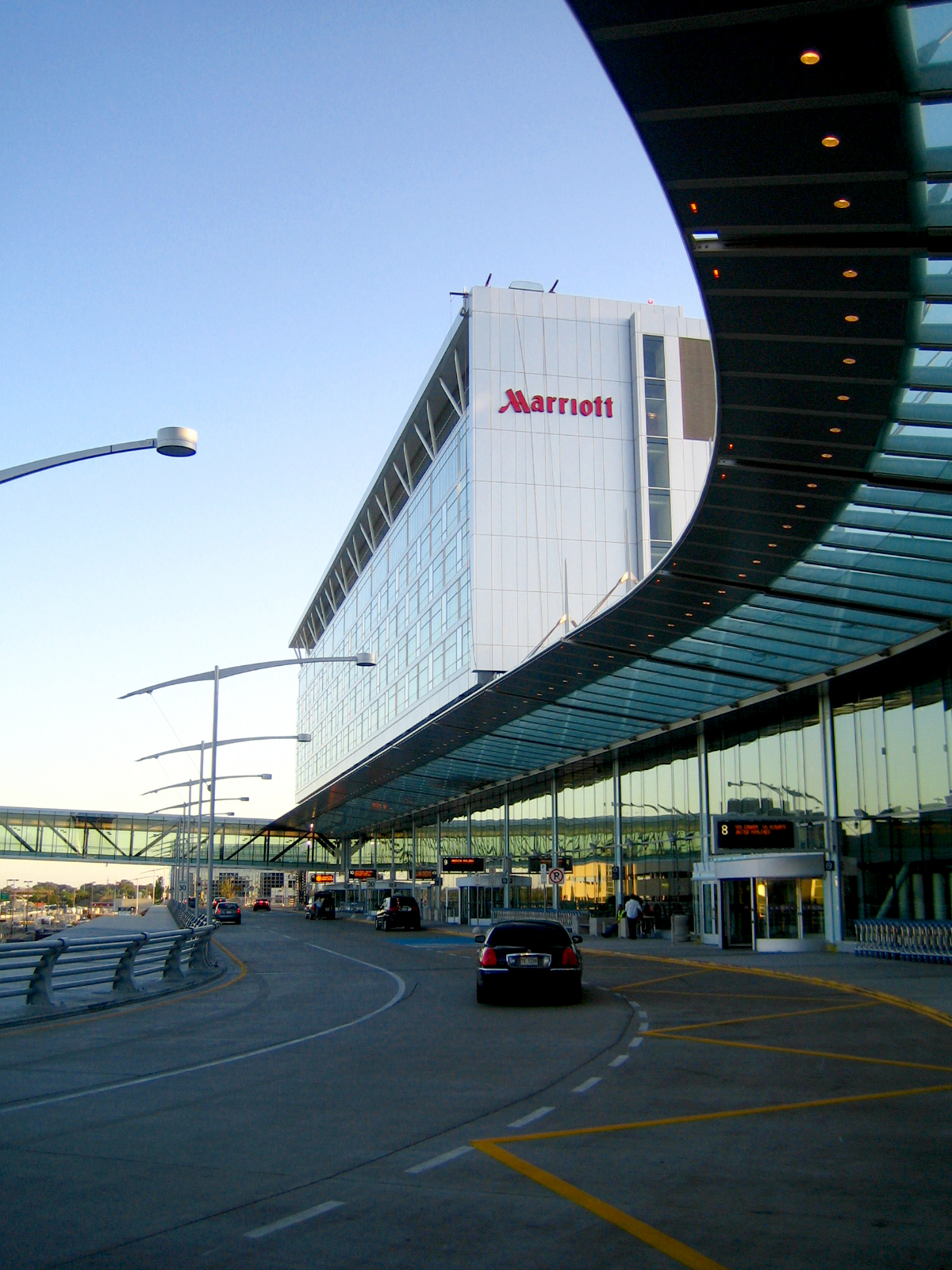

## Авіалінії та напрямки
- Aeroméxico
- Air Algérie
- Air Canada - Star Alliance
- Air Goergean
- Sky Regional Airlines
- Air Canada Jazz
- Air Creebec
- Air France
- Air Inuit
- Air Saint-Pierre
- Air Transat
- American Airlines
- American Eagle
- Bearskin Airlines
- British Airways
- Continental Connection
- Continental Express
- Corsairfly
- Cubana de Aviación
- Delta Connection
- First Air
- KLM
- Lufthansa
- Monarch Airlines
- Porter Airlines
- Provincial Airlines
- Qatar Airways
- Royal Air Maroc
- Royal Jordanian
- SATA International
- Sunwing Airlines
- Swiss International Air Lines
- United Express
- Thomas Cook Airlines
- Westjet